# Trait d'union (Parti socialiste)
Pour les articles homonymes, voir Trait d'union (homonymie).

Logotype de « Trait d'union ».

Trait d'union est un ancien courant du Parti socialiste (PS) animé entre autres par Jean-Luc Mélenchon, François Delapierre et Pascale Le Néouannic. Il était allié avec Laurent Fabius dans la motion « Rassembler à gauche » au congrès du Mans en 2005 et dans la motion « Un monde d'avance » avec Benoît Hamon au congrès de Reims en 2008.
Ce courant naît après la victoire du « non » lors du référendum français sur le traité établissant une Constitution pour l'Europe. Avant toute chose, il regroupait au sein du PS les membres socialistes de l'association Pour la République sociale (PRS) fondée par Jean-Luc Mélenchon. La sensibilité de Jean-Luc Mélenchon entendait jouer le rôle de « trait d'union » entre la gauche de gouvernement PS et « l'autre gauche ». Pour les militants de PRS, pas de victoire de la gauche sans union sur une ligne claire, antilibérale.
Trait d'union disparaît de facto lorsque Jean-Luc Mélenchon et ses camarades prennent la décision de quitter le Parti socialiste durant le congrès de Reims, après le vote du 7 novembre 2008 départageant les motions qui place l'orientation de Ségolène Royal en tête. Avec le député du Nord Marc Dolez, Jean-Luc Mélenchon crée alors le Parti de gauche.